# Abdulai Chesco
Abdulai Chesco – ghański piłkarz grający na pozycji bramkarza. W swojej karierze grał w reprezentacji Ghany.

## Kariera klubowa
W swojej karierze piłkarskiej Chesco grał w klubie SS 1974.

## Kariera reprezentacyjna
W 1978 roku Chesco został powołany do reprezentacji Ghany na Puchar Narodów Afryki 1978. Był w nim rezerwowym i nie rozegrał żadnego meczu. Z Ghaną wywalczył mistrzostwo Afryki.